# Parisina (Donizetti)
Parisina (auch: Parisina d’Este) ist eine Opera seria (Originalbezeichnung: „Melodramma“, später auch „Tragedia lirica“) in drei Akten von Gaetano Donizetti. Das Libretto wurde von Felice Romani 1816 nach einer Romanze von Lord Byron geschrieben. Parisina wurde am 17. März 1833 im Teatro della Pergola in Florenz uraufgeführt.

## Handlung

### Vorgeschichte
Der von seinen Ländereien vertriebene Herr von Carrara hat bei dem befreundeten Azzo (historisch Niccolò III. d’Este, Markgraf von Ferrara) Zuflucht gesucht. Seine Tochter Parisina (historisches Vorbild: Parisina Malatesta, eigentlich Tochter eines Condottiere aus Cesena) wächst an Azzos Hof zusammen mit dem Pagen Ugo auf – ein Waisenjunge, der von Azzos Minister Ernesto aufgezogen wird. Parisina und Ugo verlieben sich ineinander. Aber da Azzo ihrem Vater hilft, seinen Besitz zurückzuerobern, darf er als Belohnung Parisina heiraten. Dieser bleibt nichts anderes, als sich zu fügen.
Azzo, der seine erste Frau Matilda durch seine rasende Eifersucht in den Tod getrieben hat, beobachtet Parisina und Ugo misstrauisch. Er lässt Ugo vom Hof entfernen unter dem Vorwand, ihm eine militärische Ausbildung zukommen zu lassen.

### Erster Akt

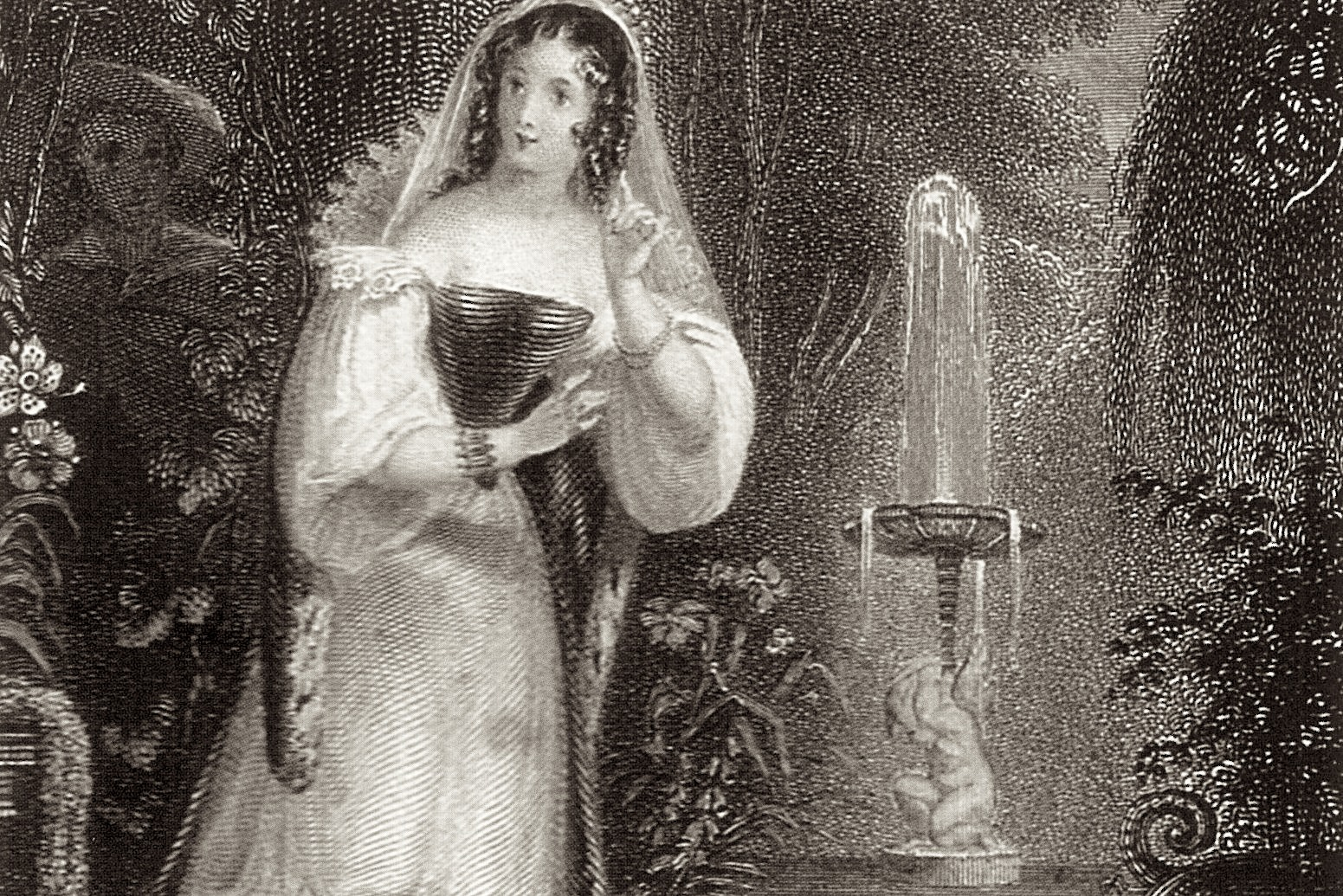
Erster Akt: Ugo trifft Parisina

Ernesto und andere Adelige warten im Sommerpalast Belvedere des Grafen auf dessen Ankunft, man spricht über Parisinas Niedergeschlagenheit und die Eifersucht ihres Gatten. Azzo erscheint. Ernesto berichtet von einer gewonnenen Schlacht. Azzo befiehlt, Parisina darüber in Kenntnis zu setzen und lässt zur Feier des Tages Turniere und Bootsrennen organisieren. Er gesteht Ernesto, dass er überzeugt sei, Parisina betrüge ihn und lässt Ugo ausrichten, er dürfe Belvedere und Ferrara nicht mehr betreten, außer man rufe ihn. 
Kaum ist Azzo fort, erscheint Ugo. Er vertraut Ernesto an, dass die Liebe ihn zurückgerufen habe und Parisina zu sehen wünsche. Dem besorgten Ernesto gelingt es nicht seinen Ziehsohn zur Vernunft zu bringen.
Die melancholische Parisina und ihre Hofdamen ruhen im Garten. Als Ritter erscheinen und sie einladen an den Festspielen teilzunehmen, lehnt sie ab. Die Ritter entfernen sich, nur einer bleibt zurück: Ugo, den sie in seiner Rüstung zuerst nicht erkannt hat. Er gesteht ihr seine Liebe, doch sie bittet ihn zu fliehen und sie zu vergessen. Da taucht plötzlich Azzo auf und fragt Ugo zornig, warum er es wage, hier zu erscheinen. Parisina verteidigt ihn, was Azzos Wut noch steigert. Er macht jedoch gute Miene zum Spiel, erlaubt Ugo, an den Festlichkeiten teilzunehmen, und als Parisina zunächst zurückbleibt, fordert er sie extra auf, mitzukommen. Sie stimmt schließlich zur Freude Ugos zu und das Boot des Grafen bringt alle zu den Feierlichkeiten.

### Zweiter Akt

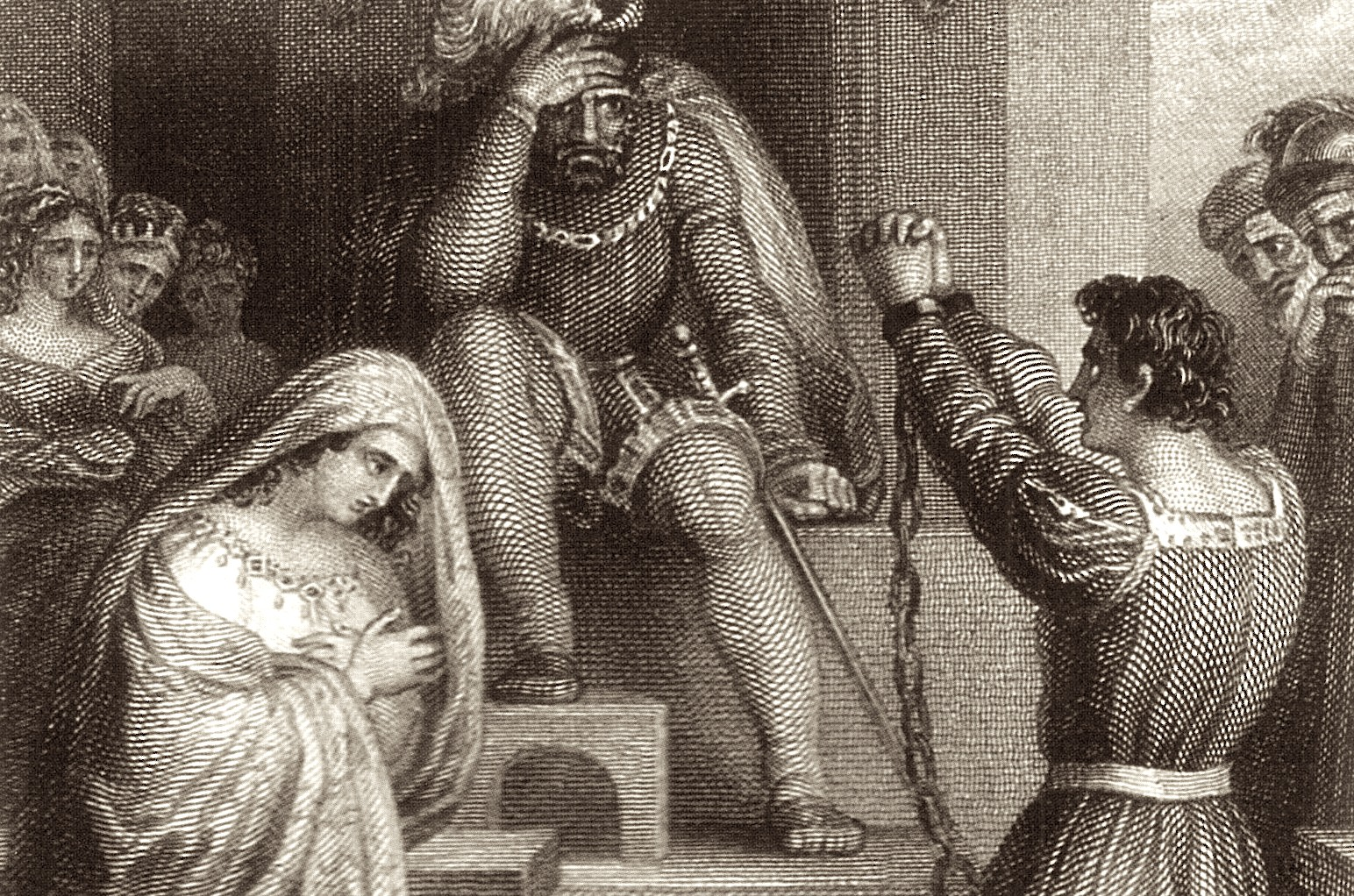
Zweiter Akt: Parisina und Ugo vor Azzo

In Parisinas Schlafraum freuen sich die Hofdamen darüber, dass ihre Herrin während des Festes gut gelaunt war. Parisina ist beinahe trunken vor Glück, dass sie Ugo mit dem Siegerkranz krönen durfte. Doch nun ist sie müde, und, bevor sie zu Bett geht, erzählt sie Imelda davon, dass sie manchmal von einem himmlischen Paradies träume, wo alle Sorgen vergessen sind. Die Hofdamen entfernen sich.
Azzo erscheint und betrachtet die Schlafende. Sie spricht im Schlaf und erwähnt plötzlich den Namen Ugo. Wütend brüllt Azzo auf. Parisina erwacht und muss ihre Liebe zu Ugo zugeben. Azzo will sie erdolchen, lässt aber davon ab, als sie ihn bittet, zuzustoßen.
In einer Galerie, nahe dem Festsaal, wartet Ugo in der Hoffnung, Parisina noch einmal zu sehen. Ernesto macht ihm Vorwürfe wegen seiner Unvorsichtigkeit, aber Ugo denkt schwärmerisch nur an die glücklichen Stunden zurück, die er in Parisinas Gegenwart verbracht hat; er ist sich ihrer Liebe gewiss. Die Nachricht macht die Runde, Azzo habe voller Zorn den Palast abriegeln lassen. Bewaffnete nehmen Ugo fest. Bewegt nimmt er Abschied von Ernesto, bevor er abgeführt wird.
Parisina und Ugo werden in Ketten vor Azzo geführt und bestätigen, dass sie sich lieben, aber nur in Gedanken, nicht in Taten. Eben will Azzo beide in ihre Zellen zurückbringen lassen, da erscheint Ernesto und klärt Azzo darüber auf, dass er im Begriff sei, seinen eigenen Sohn hinrichten zu lassen: Ugo sei der Sohn von Azzos verstoßener erster Frau Matilda. Alle sind geschockt und Ugo macht Azzo sogar Vorwürfe. Aber Parisina bittet ihren Gatten um Verständnis und Milde und Azzo überantwortet Ugo Ernesto. Parisina muss am Hof bleiben, doch Azzo schmiedet bereits einen fürchterlichen Plan…

### Dritter Akt
Ein Chor berichtet, Parisina liege bewusstlos vor einem Altar. Sie beklagt sich, dass ihre Gebete für Ugos Leben den Himmel nicht mehr erreichten.
Imelda bringt ihr einen Brief Ugos: Er traue Azzo nicht und bittet sie, mit ihm zu fliehen. Wenn die Glocke eines benachbarten Klosters schlage, komme er über einen Geheimgang zu ihr, um sie zu ihrem Vater zu bringen. Doch Parisina hat üble Vorahnungen und als die Glocke einer Uhr schlägt, meint sie ihre letzte Stunde habe geschlagen.
Plötzlich erklingt ein Trauergesang, den sie als Totengebet erkennt. Da erscheint Azzo. Er zieht den Vorhang vom Fenster weg und zeigt ihr im Hof Ugos Leichnam: Azzo hat ihn enthaupten lassen. Parisina, fassungslos und zerrissen von Trauer und Schmerz, schafft es mit letzter Kraft, Azzo zu verfluchen, und bricht tot zusammen.

## Instrumentation
Die Orchesterbesetzung der Oper enthält die folgenden Instrumente:
- Holzbläser: zwei Flöten (2. auch Piccolo), zwei Oboen, zwei Klarinetten, zwei Fagotte
- Blechbläser: vier Hörner, zwei Trompeten, drei Posaunen, Cimbasso
- Pauken, Schlagzeug: kleine Trommel, große Trommel, Becken,
- Harfe
- Streicher
- Bühnenmusik: zwei Fagotte, zwei Hörner, Trompete, zwei Posaunen, kleine Trommel, Banda

## Besonderheiten

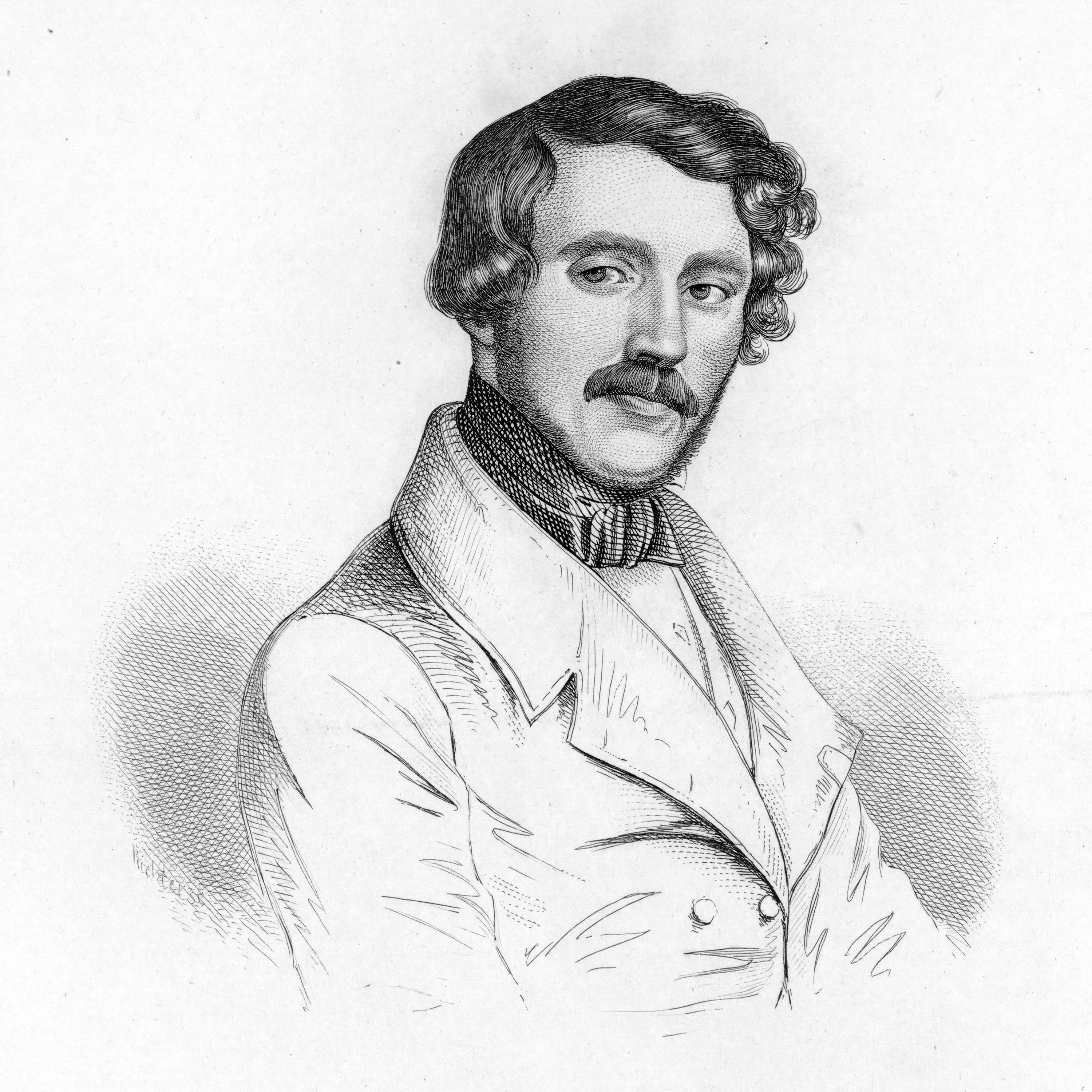
Gaetano Donizetti

Parisina war Donizettis eigene Lieblingsoper und muss zu seinen Meisterwerken gezählt werden. Zeitlich liegt sie fast genau zwischen Anna Bolena und Lucia di Lammermoor und ist musikalisch eine Art eigenständige und gelungene Mischung dieser beiden Schwesterwerke. Felice Romanis Verse sind ungewöhnlich poetisch und inspirierten den Komponisten zu einer seiner ausgewogensten und edelsten Schöpfungen.  Der Charakter dieser Partitur ist von dunkler, aber nicht düsterer, elegischer Schönheit und besonderer Anmut in der reich fließenden melodischen Erfindung. Der dunkle, sehr romantisch anmutende und auf Lucia vorausweisende Klang entsteht unter anderem durch eine prominente Behandlung von Hörnern, Posaunen und dunklen Holzbläsern, sowie immer wieder auch Cello-Kantilenen; hinzu kommt eine Bevorzugung von Moll-Tonarten. Der Orchestersatz insgesamt ist sehr fein und fantasievoll ausgearbeitet und reagiert sensibel mit vielen anmutigen und malerischen Motiven auf das Geschehen. Danilo Prefumo spricht von der „sehr hohen musikalischen Qualität“ und von einer „Sorgfalt und Raffinesse der Schreibweise …, wie sie nur in den bedeutendsten Werken des Bergamaskers zu finden sind“.
Romani selber, der ursprünglich lieber Bellini als Komponisten dieses Librettos gehabt hätte, schrieb später einige sehr passende Worte über die Oper:

„Donizettis Parisina ist ein Werk von (…) delikater und aufrichtiger Schönheit (…). Es enthält Musik, die ganz weich, ganz leidenschaftlich und sozusagen ganz elegisch ist. Es enthält einen Ernst der Klänge, eine solche Ausgewogenheit von Harmonien und Melodien, einen solchen Gleichklang zwischen Instrumenten und Stimmen, dass man nicht zu sagen wüsste, was darin den größeren Anteil hat: Kunst oder Natur.“

Die Partitur ist von so durchgehend hoher Qualität, kompositorischer Meisterschaft und Inspiration, dass es fast ein Widerspruch ist, von Höhepunkten zu sprechen; trotzdem sei auf einiges hingewiesen:
- Das Preludio verleiht der Oper von vornherein einen tragischen, edlen und historisierenden Tonfall und wurde von Donizetti aus seinem erfolglosen Ugo, conte di Parigi (1832) übernommen.[10]
- Der Chor spielt eine relativ wichtige Rolle und wurde mit zahlreichen attraktiven Nummern bedacht.
- Im Duett von Ugo und Ernesto (Akt I,4), im ersten Teil „Io l’amai fin da quell’ora“ (6/8; g-moll), singt der Tenor Ugo in einer außerordentlich edlen, traurigen und lang ausgesponnenen Melodie von seiner Liebe zu Parisina, während der Bass Ernesto Missfallen und Sorge mit einer Art von stark kontrastierendem Parlandogesang ausdrückt.[11]
- Allgemein fällt das Lokalkolorit auf, das besonders in idyllischen Anspielungen auf die wässrige Umgebung von Ferrara besteht, z. B. in einem kurzen Streicherritornell mit Wellenbewegungen am Ende von Akt I, Szene 2, nachdem Azzo nicht nur ein Turnier, sondern auch eine Regatta auf dem Wasser angeordnet hat; der Damen-Chor zu Beginn von Akt I,5 („Aura soave spira“) erinnert an eine sich wiegende Barcarole; im ersten Finale in Akt I,9 singen die Fährmänner (battelieri) eine Art (?) italienisches Volkslied („Voga, voga: qual lago stagnante“).
- Parisinas zweiteilige melancholische Auftrittsarie[12] in Akt I, 5–6 wird sehr effektvoll – aber ohne harte Brüche – von einer „musica guerriera“ (kriegerischen Musik) mit einem virtuosen Trompeten-Solo unterbrochen, als die Ritter auftauchen, um sie zum Turnier einzuladen; auch diese „musica guerriera“ stammt aus Ugo, conte di Parigi.[13]
- Das Duett von Parisina und Ugo in Akt I,7 kann als eins der besten Liebesduette des Belcanto gelten[14] und steht dem berühmteren Duett im ersten Akt von Lucia di Lammermoor weder an Ausdruckskraft noch an Schönheit nach. Seinen besonders bewegenden Charakter erhält es durch die unglückliche Situation. Es ist allerdings formal offen und geht direkt in die
- nachfolgende Finalszene mit Azzo und Ernesto über, die musikalisch auf gleicher Höhe ist. Besonders besticht darin das Quartett (oder eigentlich Doppelduett) „Ah! tu sai che insiem con esso“, bei dem das Liebespaar die gleiche Melodie oder in Parallelen singt, während die beiden Bässe ihren Widerstand durch dazu kontrastierendes musikalisches Material ausdrücken.
- Parisinas durch und durch poetische Scena in Akt II,2 mit der Romanze „Sogno talor di correre“ (Larghetto, As-Dur) ist sowohl melodisch wie instrumentatorisch ein Höhepunkt nicht nur dieser Oper, sondern in Donizettis Gesamtwerk,[15][16] und erinnert
- zusammen mit dem darauf folgenden dramatischen Duett[17] mit Azzo (Akt II,3) als Situation an Otello (von Rossini und Verdi).[18]
- Ugos Arie „Io sentii tremar la mano“ (Akt II,5) hat eine reich verzierte, für Gilbert Duprez komponierte, Gesangspartie[19] die ein Ausdruck des schwärmerischen Liebesglücks ist. Die Überleitung vom ersten zum zweiten Teil der Arie enthält eine der effektvollsten Chor-Nummern der Oper. Dafür verwendete Donizetti (wie noch an einigen anderen Stellen) wiederum Material aus Ugo, conte di Parigi;[20]
- Das Finale III mit Parisinas Aria finale und dem Trauerchor ist eine der ausdrucksstärksten und besten ihrer Art bei Donizetti. Der Moment, als sie Ugos Leichnam sieht, ist in einem Orchesterritornell mit großer Sensibilität und Wahrhaftigkeit gezeichnet und deutet an, dass sie kurz vor einer Ohnmacht steht. Parisinas dann einsetzendes „Ugo!… è spento!“ ist keine gewöhnliche virtuose Primadonnen-Cabaletta, sondern besteht formal aus zwei verschiedenen Tempi, die nach einer Überleitung wiederholt werden, formal darstellbar als: a-b-c-a'-b'-d. Im ersten langsamen Abschnitt (a bzw. a', in Moll) wird eine fassungslose, beinahe atemlose, tiefe Trauer und Schmerz ausgedrückt, worauf als zweites schnelleres Tempo (in Dur) ein mit dramatischen Koloraturen versehener, kurzer Fluch („Scenda, indegno“) folgt; aber am Ende verlöscht das Stück, wie Parisinas Leben, mit mehrfach von den Holzbläsern wiederholten Terz-Seufzern, die leise den Namen „Ugo…!“ zu rufen scheinen.

## Werkgeschichte

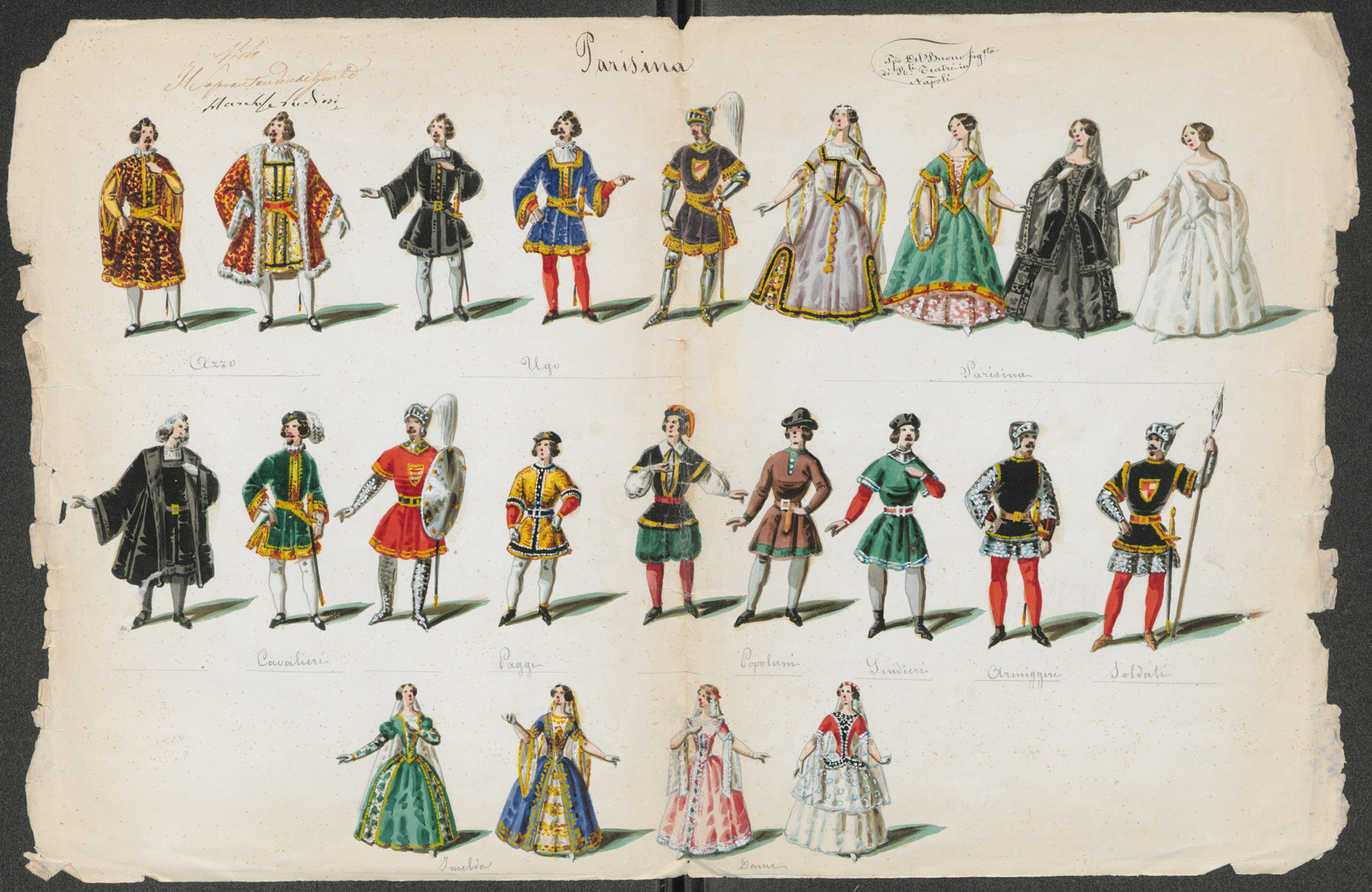
Kostüme einer Aufführung im Teatro Nuovo Neapel, 1841–1860

Den Vertrag für eine neue Oper für die kommende Karnevalssaison am Teatro della Pergola unterschrieb Donizetti am 21. Mai 1832 in Rom. Seine Wahl fiel auf das Verspoem Parisina (1816) von Lord Byron, dem sich Donizetti durch seinen Schicksalsglauben und seine Melancholie verbunden fühlte. Da das komplette Textbuch erst etwa Mitte Februar 1833 vorlag – einzelne Teile hatte er aber wahrscheinlich schon vorher bekommen –, blieben Donizetti nur wenige Wochen für die Komposition und Einstudierung.
Für die beiden Rollen des Liebespaares standen dem Komponisten zwei der bedeutendsten Sänger seiner Zeit zur Verfügung: die für ihre Ausdruckskraft und Schauspielkunst berühmte österreichische Primadonna Carolina Unger und der französische Tenor Gilbert Duprez, für den Donizetti zweieinhalb Jahre später auch die Partie des Edgardo in Lucia di Lammermoor schreiben würde.
Die Premiere musste um zwei Wochen verschoben werden und konnte dann am 17. März stattfinden. Neben Carolina Unger als Parisina und Gilbert Duprez als Ugo sangen Domenico Cosselli (Azzo), Carlo Ortolino Porto (Ernesto) und Teresa Zapucci (Imelda).

Sänger der Uraufführung
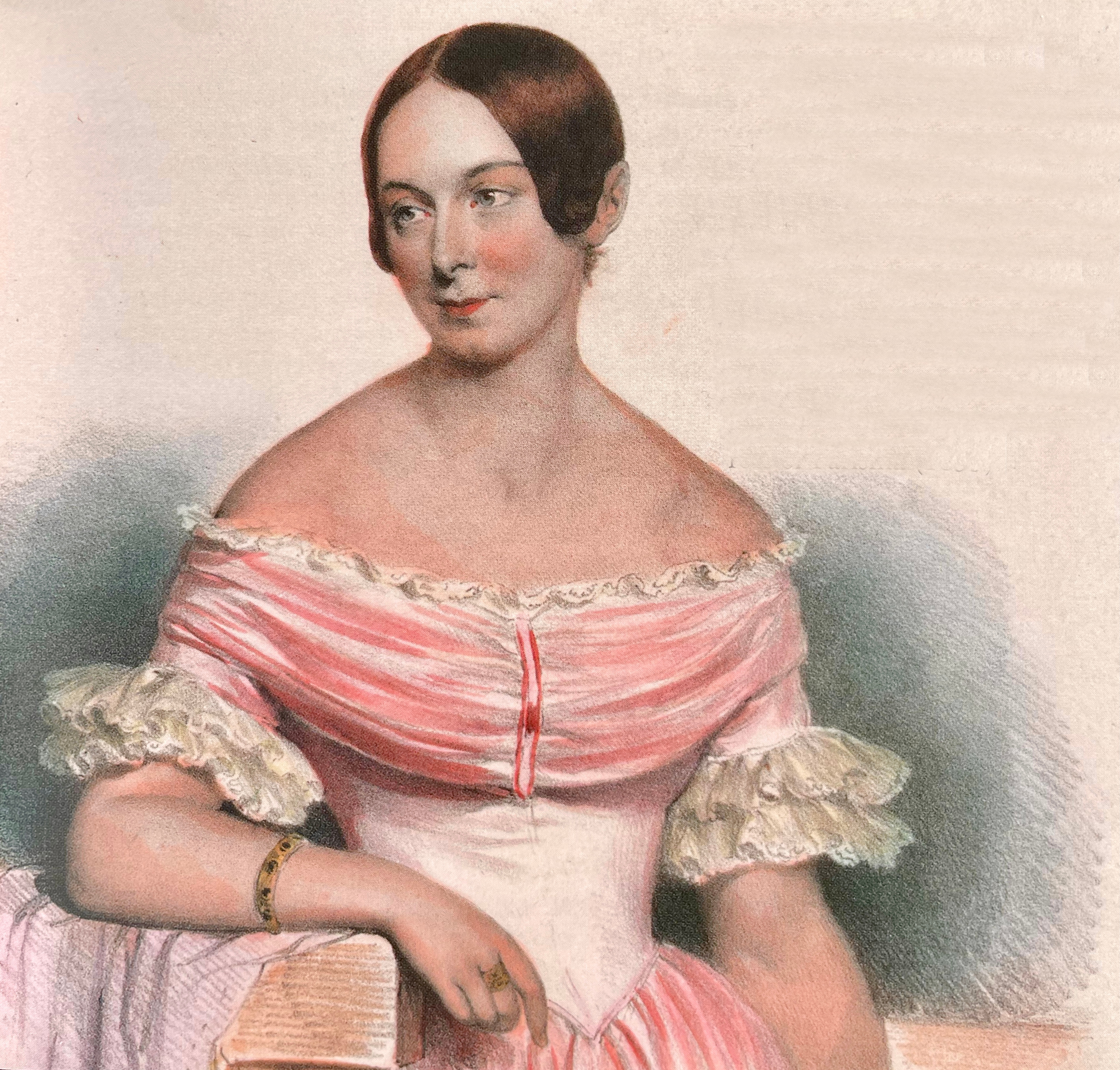
Carolina Unger, die erste Parisina
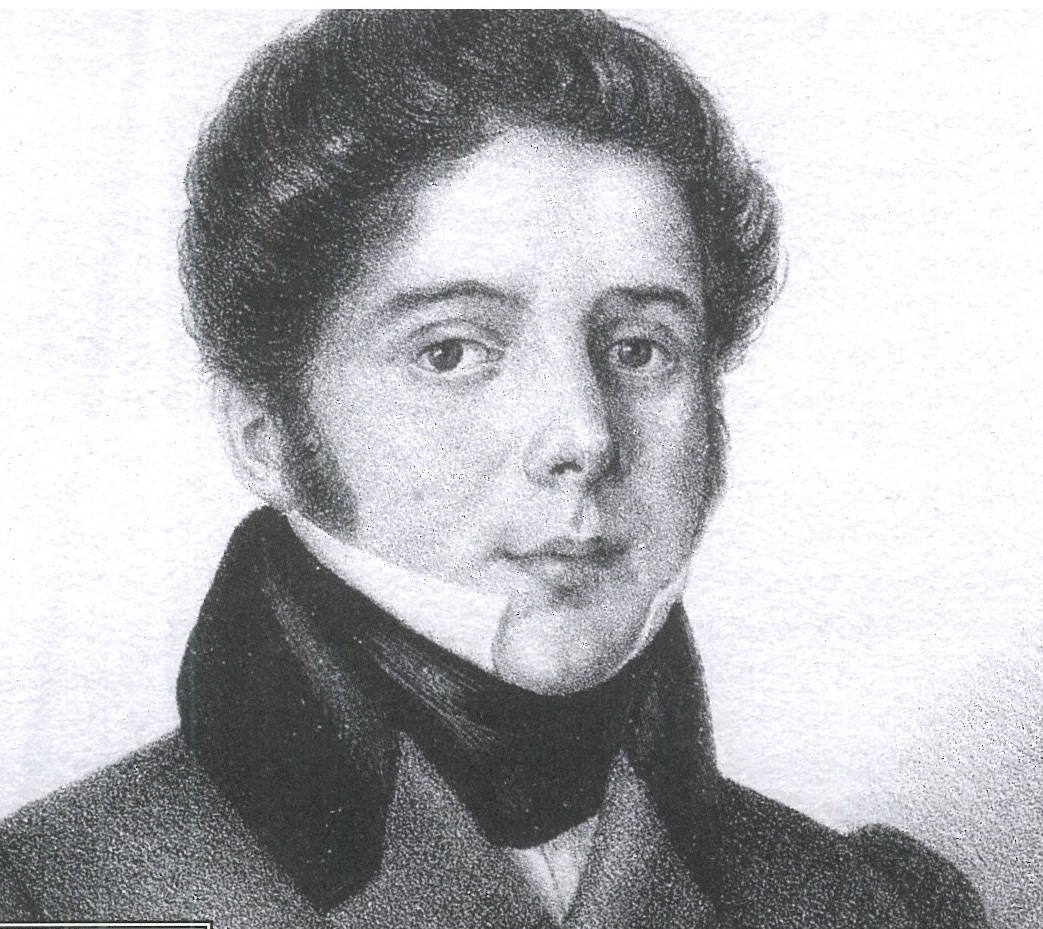
Domenico Cosselli, der erste Azzo
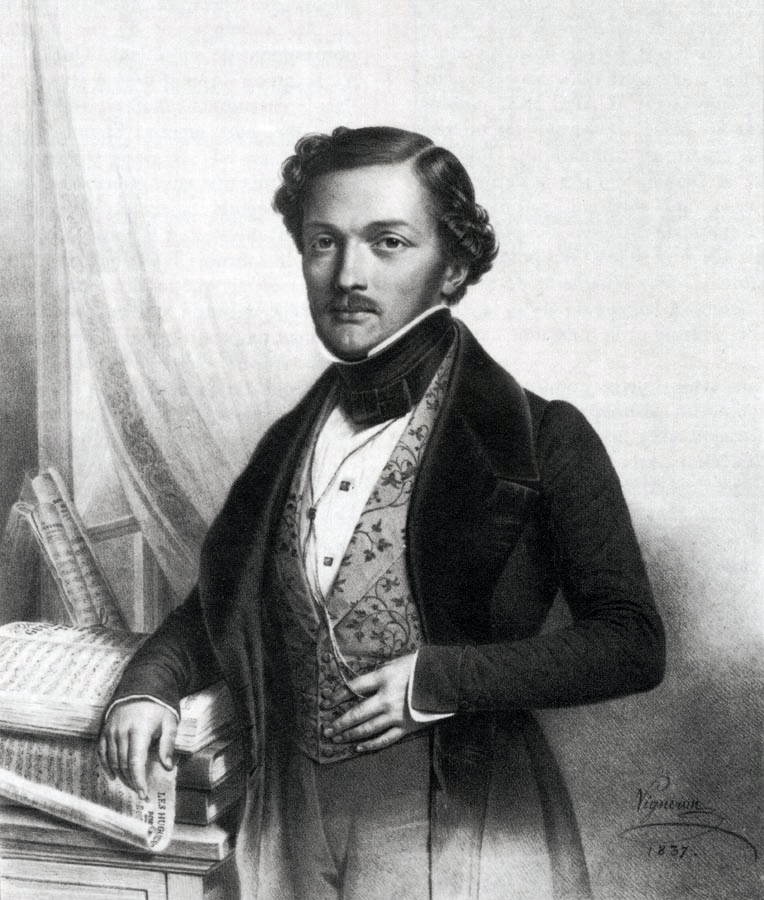
Gilbert Duprez, der erste Ugo

Das Werk wurde begeistert aufgenommen. Das Publikum zeigte sich bewegt ob der Musik und des traurigen Schicksals der Protagonistin.
Donizetti machte sich große Hoffnungen, dass Parisina in Paris aufgeführt und ihm den Weg dorthin ebnen würde. Doch als im Sommer 1833 Carolina Unger an das Pariser Théâtre-Italien engagiert wurde, verhinderte der Impresario Lanari, der die Rechte an der Oper hatte, durch übertriebene finanzielle Forderungen eine Aufführung in der französischen Hauptstadt, zu Donizettis Frust. Später wurde die Oper aber doch noch in Paris (Februar 1838) aufgeführt, und als Donizetti selber 1841 in der französischen Hauptstadt weilte, erarbeitete Hippolyte Lucas zusammen mit dem Komponisten sogar eine französischsprachige Fassung (laut Ashbrook).
Die Titelrolle blieb jahrelang eine der Glanzrollen von Carolina Unger, andere bedeutende Interpretinnen der Titelrolle waren Henriette Méric-Lalande (Mailand 1834) und Giuditta Grisi (Venedig 1834–35).
In den folgenden 20 bis 30 Jahren wurde die Oper regelmäßig in den italienischen Opernhäusern aufgeführt. Auf der iberischen Halbinsel war sie in Madrid (1834), Barcelona (1835), Cádiz und Lissabon (beide 1836) zu sehen. 1838 erreichte sie London, 1839 Dresden, 1840 Wien und 1841 Berlin.

Im Juni 1837 kam Parisina in New Orleans auf die Bühne und war damit laut Ashbrook die erste Donizetti-Oper, die in den USA aufgeführt wurde. Weitere Aufführungen auf dem amerikanischen Kontinent gab es in Lima und Mexiko-Stadt  (beide 1843), Rio de Janeiro (1849), New York (1850) und in Buenos Aires (1852).
Nachdem das Werk gegen Ende des 19. Jahrhunderts in Vergessenheit geraten war, erlebte Parisina eine erste Wiederaufführung 1964 in Siena, später auch in Bergamo, Parma und Bologna. Eine legendäre Aufführung mit Montserrat Caballé in der Titelpartie fand 1974 in New York statt; davon existiert ein Live-Mitschnitt. Seitdem gibt es gelegentliche Inszenierungen und auch Aufnahmen, doch kann die Oper, vor allem angesichts ihrer hohen musikalischen Qualität, heutzutage (Stand 2021) als ungerecht verkannt gelten.

## Aufnahmen (Auswahl)
- 1974: mit Montserrat Caballé (Parisina), Louis Quilico (Azzo), Jérôme Pruett (Ugo), James Morris (Ernesto), Eleanor Bergquist (Imelda), Opera Orchestra of New York, Dir.: Eve Queler (diverse Label; LIVE-Mitschnitt)
- 1997:  mit Alexandrina Pendatchanska (Parisina), Ramon De Andrès (Azzo), Amedeo Moretti (Ugo), Eldar Aliev (Ernesto), Daniela Barcellona (Imelda), Coro della RTSI, Orchestra della Radio Svizzera Italiana, Dir.: Emmanuel Plasson (Dynamic; Studio-Aufnahme)
- 2008: mit Carmen Gianattasio (Parisina), Nicola Alaimo (Azzo), José Bros (Ugo), Nicola Ulivieri (Ernesto), Ann Taylor (Imelda), Geoffrey Mitchell Choir, London Philharmonic Orchestra, Dir.: David Parry (Opera Rara; LIVE-Mitschnitt)